# Les Déserteurs temporels
Les Déserteurs temporels (titre original : The Time-Hoppers) est un roman de science-fiction de Robert Silverberg, publié pour la première fois aux éditions Doubleday en 1967.
Le roman évoque les activités subversives d'un homme qui permet, dans un XXVe siècle dystopique, à certains de ses concitoyens de fuir cette époque hiérarchisée, bureaucratique et surpeuplée, pour se réfugier dans le passé. Un policier est chargé de le traquer et de faire cesser cette « émigration temporelle » illégale.

## Principaux personnages
- Les policiers
  - Joseph Quellen (classe 7)
  - Léon Spanner : supérieur hiérarchique de Quellen (classe 6)
  - Martin Koll : supérieur hiérarchique de Quellen (classe 6)
  - Stanley Brogg : subordonné de Quellen (classe 8)
  - Leeward : subordonné de Quellen (classe 8)
- Les membres du gouvernement
  - Peter Kloofman[1] : empereur de la Terre (classe 1)
  - David Giacomin : vice-roi, ministre de la Police (classe 2)
- Les « sauteurs temporels »
  - Bud Wisnack
  - Donald Mortensen : un déserteur censé partir le 4 mai 2490
  - Norman Pomrath : mari d'Hélaine, sans emploi (classe 15)
- Lanoy : il gère la machine à voyager dans le temps
- Autres personnages
  - Hélaine Pomrath : sœur de Joseph Quellen (classe 14)
  - Marina et Joseph : les deux enfants d'Hélaine et Norman Pomrath
  - Beth Wisnack : voisine des Pomrath ; son mari Bud Wisnack a sauté dans le passé
  - Judith da Silva : petite amie de Joseph Quellen
  - Docteur Richard Galuber : le psychiatre de Judith da Silva
  - Jennifer Galuber : épouse du docteur Richard Galuber

## Résumé
Le roman est divisé en 16 chapitres.
Le récit se déroule dans la zone d'Amérique du nord appelée Appalachie, et plus précisément sur l'île de Manhattan. On est dans un XXVe siècle dystopique, en avril 2490 plus précisément. La Terre est régie par un gouvernement unique appelé « Gouvernement Suprême ». Le monde est surpeuplé, ultra-pollué et l'oxygène est rationné. La technologie est avancée : la téléportation est une réalité mais réservée à l'élite. Les citoyens sont répartis en 20 classes sociales, allant des niveaux 1 et 2 (élite dirigeante) aux niveaux 19 et 20 (prolétaires).
Joseph Quellen est un policier (de niveau 7) travaillant au sein du Secrétariat Criminel à New York. Il réside illégalement dans son petit havre de paix au Congo en Afrique ; seul son subordonné Stanley Brogg est au courant de cette situation et le fait chanter : Quellen le rémunère en échange de son silence. Ce jour-là, Quellen est appelé par ses deux supérieurs, Martin Koll et Léon Spanner, pour participer à une réunion urgente. Quellen utilise le téléporteur, quitte le Congo et se rend immédiatement au siège de la police. Depuis quelques années, un groupe organisé utilise clandestinement le voyage dans le temps et permet à certains concitoyens de fuir cette époque hiérarchisée, bureaucratique et surpeuplée. Comme l'indiquent les archives historiques, ces déserteurs temporels sont tous envoyés dans le passé entre 1979 et 2106. Quellen apprend que le gouvernement ordonne désormais de traquer le groupe qui utilise la machine à voyager dans le temps : il convient de faire cesser cette émigration temporelle illégale.
Pendant ce temps, la sœur de Joseph Quellen, Hélaine Quellen-Pomrath (en 14e classe) et son époux Norman Pomrath (en 15e classe et chômeur de longue durée) apprennent que leur voisin, Bud Wisnack, a disparu et qu'il est sans doute devenu un sauteur temporel. Hélaine craint plus que tout que Norman fasse de même à moyen terme. Elle demande de l’aide à son frère : peut-il empêcher Norman de « sauter » ?
Quellen fait des recherches pour détecter quelqu'un, dans les archives, qui serait apparu au XXe ou au XXI siècle et provenant de 2490. Il trouve effectivement une telle personne en Donald Mortensen, disparu le 4 mai 2490 et apparu le 25 décembre 2088. Quellen décide de faire surveiller Donald Mortensen afin de découvrir celui ou celle qui va le transférer dans le temps. Par la voie hiérarchique, il demande l'autorisation de procéder à l’arrestation éventuelle du groupe qui utilise le voyage dans le temps. La requête arrive au bureau de Peter Kloofman, le dictateur mondial. Après réflexion, ce dernier refuse d'autoriser l'arrestation du groupe et des sauteurs temporels : qui sait si, en empêchant de faire ce qui doit être fait, on ne va pas modifier le passé, et par rétroaction le présent ? Si on empêche un sauteur de partir dans le passé, on empêchera ses éventuels enfants, petits-enfants et tous ses successeurs de naître. Le monde de 2490 pourrait bien ne pas ressembler à ce qu'il est. Pour conserver le système social existant, Kloofman interdit donc de continuer les recherches sur les déserteurs temporels.
Norman Pomrath est contacté par un inconnu qui lui remet un papier évoquant un certain « Lanoy ». De fil en aiguille, il parvient à joindre le dénommé Lanoy, qui est celui qui envoie vers le passé des centaines de personnes accablées par la période temporelle actuelle. Mais Norman Pomrath ignore que Quellen a ordonné qu'un mouchard microscopique soit posé sur son beau-frère. Ainsi Quellen et ses subordonnés sont capables de suivre le trajet de Pomrath et d'écouter en temps réel la conversation entre des deux hommes. Constatant que son beau-frère est sur le point de voyager dans le temps, Quellen ordonne l'arrestation immédiate de Lanoy. Mais au moment où Stanley Brogg, l’adjoint de Quellen, arrive sur place pour interpeller Lanoy, Pomrath a déjà quitté l'année 2490 pour se retrouver en 2051. Le récit évoque la première journée de Pomrath au sein du XXIe siècle : après avoir pris le pseudonyme de Mort Keystone, il se lie avec une prostituée, Lisa, et envisage de mettre à profit ses connaissances médicales pour devenir un médecin réputé. Lanoy est certes interpellé par Stanley Brogg, mais les deux hommes conviennent d'un accord : Stanley Brogg révèle à Lanoy le secret qu'il détient sur Quellen, et Lanoy l'expédie immédiatement au IIe de notre ère dans la Rome antique de l'empereur Hadrien. Le pacte conclu, Brogg révèle ses secrets et Lanoy l'expédie 23 siècles dans le passé. Lanoy est arrêté par des collègues de Brogg et placé en garde à vue.
Lorsque Quellen l'interroge, Lanoy se défend : certes il dispose d'une machine à voyager dans le temps, mais il n’a commis aucune infraction contre l'État (la loi pénale est muette sur le voyage temporel et ne l'interdit pas) ni contre les citoyens (ces derniers ont quitté l'époque actuelle de leur plein gré). Puis Lanoy contre-attaque : ayant connaissance du secret inavouable de Quellen, que penseraient ses supérieurs s'ils apprenaient qu'il a acquis illégalement une maison réservée au « citoyens de classe 2 » ? Effectivement, Quellen se sent coincé : tôt ou tard la police apprendra son secret et il sera évidemment rétrogradé.
Quellen décide de mettre à exécution un plan audacieux. Il avait commencé son enquête en découvrant dans les archives que Donald Mortensen devait disparaître le 4 mai 2490 et était « apparu » le 25 décembre 2088. Quellen retrouve l'homme, le maîtrise par une drogue et le prend en otage. Il l'emmène avec le téléporteur dans sa maison au Congo. Revenant à New York, il demande par la voie hiérarchique à rencontrer le dictateur Kloofman. Il sait que ce dernier a peur, en arrêtant Lanoy et en empêchant des citoyens de déserter leur époque, de voir apparaître des paradoxes temporels. Quellen propose un marché à Kloofman : il n'empêchera pas Mortensen de migrer temporellement à condition que le crime qu'il a commis en ayant une maison en Afrique soit amnistié, et qu'il conserve tous ses droits acquis, y compris le passage en classe 6 qu'on lui a promis récemment après l'arrestation de Lanoy. À sa grande surprise, Kloofman ne tergiverse pas et accepte les conditions du marché. Kloofman explique que c'est bien la première fois que quelqu'un ose tenir tête au dictateur mondial, au surplus avec intelligence ! Kloofman révèle aussi à Quellen la raison qui le pousse à faire arrêter Lanoy : s'emparer de la machine à voyager dans le temps et expulser tous les opposants, les gêneurs, les délinquants, les prolétaires remuants, quelques millions d'années dans le passé !
Après avoir quitté, un peu sonné, le dictateur mondial, Quellen comprend que ce dernier lui a menti. En effet, Kloofman a affirmé à Quellen que, puisqu'il dispose d'une maison dévolue normalement à un citoyen de classe 2, il serait normal que Quellen soit promu à ce grade. Or Quellen sait bien que cela sera impossible : si Kloofman a menti sur ce point, nul doute qu'il a menti sur le reste. Quellen suppose qu'il ne lui reste que quelques jours de répit (le temps que Donald Mortensen fasse le saut le 4 mai 2490) avant qu'il ne soit arrêté et exécuté. Que faire ? Il suit la voie montrée par Stanley Brogg. Il libère Lanoy et se rend avec lui dans sa résidence où se trouve la machine temporelle. En échange, Lanoy l'expédie dans un lointain passé, où Quellen découvre avec ravissement un air pur, de l'herbe et des oiseaux. Mais voici qu'un autre homme s'approche de lui : il s'agit d'un peau-rouge, amical et bienveillant.

## Publications

### Publications aux États-Unis
Liste non exhaustive.
- Doubleday, mai 1967
- Sidgwick & Jackson, juin 1968  (ISBN 0-283-35491-7)
- Avon Publications, octobre 1968
- Sidgwick & Jackson, avril 1970  (ISBN 0-283-98080-X)
- Sidgwick & Jackson, 1971  (ISBN 0-283-48474-8)
- Belmont Tower, août 1974
- Leisure Books, 1977  (ISBN 0-8439-0512-3)

### Publications en France
- Les Déserteurs temporels, éd. Casterman, collection « Autres temps, autres mondes » no 11, septembre 1978  (ISBN 2-203-22712-5), traduction de Bruno Martin et couverture de Serge Ceccarelli[2].
- Les Déserteurs temporels, éd. Presses Pocket, collection « Science-fiction » no 5222, février 1986,  (ISBN 2-266-01681-4)[3].
- Les Déserteurs temporels, in volume Time opéra (comprenant deux romans), éd. Le Bélial', janvier 2004  (ISBN 2-84344-053-X), traduction de Bruno Martin et de Pierre-Paul Durastanti, couverture de Sparth[4].
- Les Déserteurs temporels, éd. Livre de poche, collection « Science-fiction » no 7281, mars 2006,  (ISBN 2-253-11330-1), traduction de Bruno Martin et de Pierre-Paul Durastanti, couverture de Manchu[5].

### Publications dans d'autres pays
Le roman a aussi été édité dans les pays suivants :
- au Portugal, en 1968, sous le titre « Os Intemporais »[6] ;
- en Allemagne, en 1968, sous le titre « Flucht aus der Zukunft »[7] ;
- en Italie, en 1978, sous le titre « Quellen, guarda il passato ! »[8] ;
- en Allemagne, en 1982, sous le titre « Zeitspringer »[9].